# Пастка (фільм, 1974)

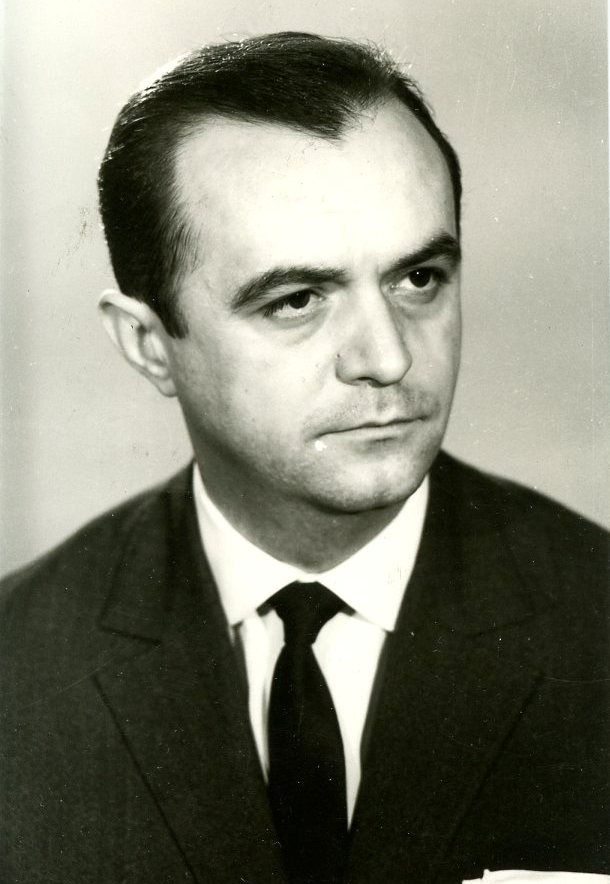
Титус Попович, сценарист

«Пастка» (рум. «Capcana») — румунський детективний бойовик, заключний фільм з циклу пригод комісара Романа. Зйомки фільму проходили в селі Рашінарі, що в 11 кілометрах від міста Сібіу. Прем'єра фільму відбулася 7 січня 1974. Глядацька аудиторія перевищила 4 млн 270 тис. глядачів.

## Сюжет
Події фільму розгортаються в 1948, через три роки після подій, показаних у фільмі «Останній патрон», і через рік після вдалого затримання лідерів румунських політичних реакціонерів у фільмі «Важкий шлях на Тіпперарі».
Міхай Роман, до цього моменту став майором румунської держбезпеки і набив руку в методах розшуку, відправлений в гори Крачунешті, щоб допомогти місцевим комсомольцям і комуністам в боротьбі з румунсько-фашистськими недобитками, які міцно закріпилися в гірській Румунії і розлючено пручаються комуністичній владі.
Локальна влада залякана фашистами, в місцевій поліції явно є їхні інформатори. Місцеве населення боїться навіть виходити з дому після настання темряви. Не дрімає і держбезпека — в рядах фашистів ховається добре законспірований агент Романа. Тим часом ватажок місцевих фашистських елементів, старий противник Романа ще за фільмами «Змова» і «Важкий шлях на Тіпперарі» — Ґорья Банічу, готує масований збройний виступ проти комуністів і збирає ціле партизанське з'єднання для цих цілей. Майор Роман, зі зброєю в руках, разом з молодим співробітником держбезпеки Негоіце, у якого Роман свого часу був керівником практики після випуску Негоіце з училища, і інструктором румунського союзу молоді Сільвією Мунтяну, наводить порядок в гірському краю. Трилогія, розпочата фільмом «Змова», завершена. Серія пригод Комісара Романа з п'яти фільмів також закінчується цим фільмом. Фашисти здаються владі, учасники опору вже перебиті, їх ватажок схоплений. Посічений кулями і стікаючи кров'ю Роман лежить на руках своїх молодих помічників і наче й не було нічого просить прикурити йому сигарету.

## У ролях
| Актор               | Персонаж                                                                                    |
| ------------------- | ------------------------------------------------------------------------------------------- |
| Іларіон Чобану      | Комісар Роман, майор                                                                        |
| Мірча Дьякону       | Негоіце, молодий співробітник румунської держбезпеки                                        |
| Маріана Міхут       | Сільвія Мунтяну, активістка                                                                 |
| Мірча Албулеску     | Голова місцевого виконкому партії Румунії                                                   |
| Віктор Ребенджюк    | Горья Банічу                                                                                |
| Клара Себьок        | Юліана Варга, дочка сенатора Сальваторе Варги, заарештованого Романом у попередньому фільмі |
| Сільвіу Стенкулеску | Корумпований городовий                                                                      |